# Chumatlán (municipalité)
La  municipalité de Chumatlán est l'une des 212 municipalités de l'État de Veracruz, et est située dans la partie nord de cet État. Située à l'ouest du golfe du Mexique, elle appartient au bassin versant du fleuve Río Tecolutla, dans un secteur vallonné de la Sierra de Papantla, à l'est du massif de la Sierra Madre orientale. Son chef-lieu est la ville éponyme de Chumatlán. Elle dépend de la région administrative de Totonaca, du nom du peuple des Totonaques qui y habite, et est une des 10 subdivisions administratives de l'État de Veracruz.

## Géographie
La municipalité de Chumatlán s'étend de part et d'autre de la rivière Río Ajajalpan, qui est un affluent de la rivière Río Necaxa, elle-même affluente du fleuve Río Tecolutla. Assise en un secteur vallonné de la Sierra de Papantla, qui annonce le massif de la Sierra Madre orientale plus à l'ouest, son altitude oscille entre 100 et 500 mètres. Son chef-lieu, la ville éponyme de Chumatlán, se trouve dans la partie sud de son territoire, non loin du Río Ajajalpan. Ce territoire couvre une superficie de 23,1 km2, et était peuplé en 2015 de 3880 habitants, pour une densité de 168 habitants par km2.
Cette municipalité est limitrophe au nord de celle de Coyutla, à l'ouest de celle de Mecatlán, et au sud, à l'est et au nord-est de celle de Coxquihui.

## Composition et démographie
La municipalité était composée en 2015 de 7 localités, dont une seule était considérée comme urbaine, les autres étant rurales.
| Localité                  | Population |
| ------------------------- | ---------- |
| Chumatlán                 | 1724       |
| Lázaro Cárdenas (Santana) | 1433       |
| Colonia la Vega           | 309        |
| La Vega                   | 215        |
| El Zapote                 | 181        |
| Reste des localités       | 27         |
| Total population          | 3889       |

En plus de l'espagnol, plusieurs langues amérindiennes sont parlées dans la municipalité, dont les principales sont par ordre d'importance : le totonaque, dans une bien moindre mesure le nahuatl, les autres langues étant encore plus marginales.

## Histoire
Durant la période préhispanique, la région est peuplée par des totonaques. En 1599, durant la période hispanique, la population est organisée autour de la ville de Chumatlán, dont la paroisse est dédiée à la Nativité.
La municipalité de Chumatlán est créée en 1935. Elle dépendait depuis 1890 de celle de Coxquihui.

## Économie

### Agriculture et élevage
La superficie des parcelles semées représentait en 2019 une surface totale de 1554 hectares, parmi lesquels 1379 étaient voués à la culture du maïs, 90 hectares étaient voués à la culture du caféier, et 70 hectares étaient voués à celle de l'orange.
En 2019, la production de viande par tonnes comprenait 36,6 tonnes de viande bovine, 22,4 tonnes de viande porcine, 1,5 tonne de viande ovine, 5,8 tonnes de volailles, et 0,7 tonne de dinde. La superficie vouée à l'élevage représentait alors 3350 hectares.